# ایرینا رودنینا
ایرینا رودنینا (به روسی: Ирина Роднина - Irina Rodnina) ورزشکار زن رشتهٔ پاتیناژ نمایشی اهل کشور اتحاد جماهیر شوروی است. وی در بین سال‌های ‎۱۹۷۲ تا ۱۹۸۰ میلادی در مسابقات بازی‌های المپیک زمستانی در مجموع ۳ مدال طلا را کسب کرد.